# Lambda Upsilon Lambda
La Unidad Latina, Lambda Upsilon Lambda Fraternity, Inc. (ΛΥΛ ou LUL) é um Latino. Foi fundada na Universidade Cornell em Ithaca, Nova York em 19 de fevereiro de 1982, e tem 74 capítulos de graduação ativos e 15 capítulos profissionais de ex-alunos de pós-graduação em universidades e cidades dos Estados Unidos. La Unidad Latina, Lambda Upsilon Lambda Fraternity, Incorporated é a única fraternidade latina a ser fretada em todas as 8 Ivy League universidades. Embora fundada em princípios latinos, Lambda Upsilon Lambda foi aberta para homens de todas as raças desde a sua criação. A fraternidade é membro da Associação Nacional de Organizações Fraternas Latinas (NALFO) e é seu terceiro membro fraterno mais antigo por data de fundação. Ele também tem o segundo status continuamente ativo mais antigo no nível colegiado da associação.

## Histórico
Lambda Upsilon Lambda começou como uma ideia no verão de 1981 por 11 estudantes latinos na Universidade Cornell, que sentiram a necessidade de mais fraternidade, unidade e expressão cultural de sua herança latina no campus. Especificamente, o Pai Fundador Hernando Londoño, que foi o principal pioneiro entre a linha fundadora da organização grega latina, argumentou a seus pares que os alunos latinos da instituição só tinham a escolha entre ingressar em fraternidades tradicionalmente brancas ou historicamente negras. Além disso, ele acreditava que os outros grupos latinos no campus não eram capazes de criar um senso de unidade grande o suficiente entre a comunidade local e, portanto, ele queria criar uma organização que trabalhasse na criação de líderes dentro da população latina que faria do estabelecimento de um senso de unidade entre a comunidade latina sua maior prioridade. É por esta razão durante o semestre de outono de 1981, após quatro reuniões entre Londoño e seus colegas estudantes latinos, que eles decidiram nomear seu clube "La Unidad Latina". Posteriormente, foi registrado na universidade em 15 de setembro de 1981. Este clube estabeleceria as bases para discussões para criar uma fraternidade latina no campus. No semestre seguinte, em janeiro de 1982, a fraternidade foi oficialmente registrada na administração de Cornell. Depois disso, no mês seguinte, ocorreu uma cerimônia oficial de iniciação que tornaria a data de fundação oficialmente reconhecida da fraternidade em 19 de fevereiro de 1982, com os 11 alunos de graduação e dois membros do corpo docente adicionais induzindo-se como a linha Alpha do capítulo Alpha da Lambda Upsilon Lambda , e referindo-se a si mesmos como os Pais Fundadores. Assim como outras linhas fundadoras de diferentes LGOs durante a era "fuerza", os Pais Fundadores modelaram sua cerimônia de inventário depois das organizações gregas no Conselho Pan-Helénico Nacional como Alpha Phi Alpha. O estabelecimento da organização na Cornell University fez dela a primeira fraternidade latina a ser fundada em uma instituição da Ivy League e a terceira mais antiga a estar ativa na época em nível colegiado (como Phi Iota Alpha ficou inativo no nível mencionado por um longo período de tempo até 1987, quando foi revivido).

## Simbolismo
As cores primárias do Lambda Upsilon Lambda são marrom e dourado. Enquanto isso, as cores secundárias são branco e vermelho. Cada um deles está incorporado nos quatro quadrantes da crista fraterna. No centro do escudo do Lambda Upsilon Lambda, o mascote da fraternidade é destaque em um escudo. No quadrante superior esquerdo marrom, é mostrado um pergaminho com uma imagem de América Latina. O quadrante superior direito dourado inclui um capuz frígio vermelho em cima do caduceu com duas mãos sacudindo as nuvens no centro. No quadrante inferior direito branco, um sol com 13 raios pode ser visto acima de uma cadeia de montanhas ao fundo de uma pirâmide mesoamericana. O quadrante inferior esquerdo vermelho apresenta duas espadas cruzadas atrás de uma faixa de fita com o ano de 1982 e um pingente de chave pendurado.
O brasão fraterno teve três versões diferentes desde 1982. A primeira versão tinha um estilo de arte e esquema de cores diferentes em comparação com a atual, além de ter elementos adicionais, como treze conjuntos de armaduras de cavaleiro no topo do brasão e um banner de fita grande adicional contendo o nome da fraternidade. O segundo brasão fraterno da Lambda Upsilon Lambda é quase idêntico à sua versão atual, com a única diferença é que a faixa de fita do quadrante inferior esquerdo apresenta o lema da fraternidade "La Unidad Para Siempre" em vez de seu ano de fundação.

## Capítulos nacionais
A fraternidade tem 74 capítulos de graduação (seis dos quais são capítulos provisórios e um dos quais foi encerrado) e 15 capítulos profissionais de ex-alunos de pós-graduação.